# نهائي كأس إيطاليا 2002
نهائي كأس إيطاليا 2002 هي المباراة النهائية من منافسة كأس إيطاليا 2001–02، أقيمت المباراة في 2002، بين فريقي يوفنتوس، ونادي بارما، وفاز فيها نادي بارما، بعد أن هزم يوفنتوس، بنتيجة 2 - 2.

## تفاصيل المباراة
لعبت المباراة النهائية في 2002.
| يوفنتوس | 2 -2 | نادي بارما |
| ------- | ---- | ---------- |
|         |      |            |